# Hermann Freese

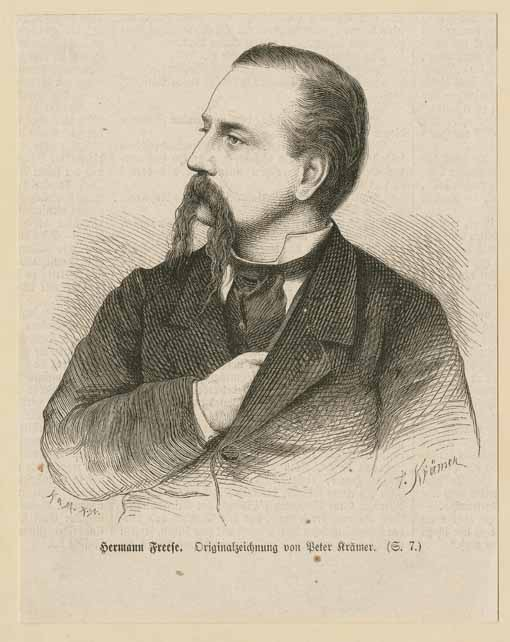
Hermann Freese

Johann Oscar Hermann Freese (* 14. Mai 1819 in Pommern; † 25. Juli 1871 in Hasenfelde, Gemeinde Steinhöfel bei Fürstenwalde) war ein deutscher Jagd- und Tiermaler.

## Leben
Freese wurde von seinem Vater, trotz seiner frühen Neigung zur Kunst, dazu bestimmt, den Beruf des Landwirts zu erlernen. Er übte zunächst mehrere unterschiedliche Berufe aus, um seinen Lebensunterhalt zu verdienen. Er war seit 1847 kurzzeitig ein Schüler im Atelier von Wilhelm Brücke und kam später von Carl Steffeck. Von der Landschaftsmalerei seiner Lehrer wechselte Freese früh zu seinen Tier- und Jagdbildern. Dabei waren oftmals dramatisch bewegte Szenen mit Hirschen seine Lieblingsmotive. Seine Lebensumstände erlaubten es ihm nach vielen schweren Schicksalsschlägen erst im Alter von 34 Jahren sich gänzlich der Kunst zu widmen. Sein erstes Bild von den kämpfenden Hirschen entstand 1857. Er beschickte seit 1860 die Berliner Akadedemie-Ausstellungen überwiegend mit Darstellungen von Hirschen.
Seine Jagdausflüge gaben dem passionierten Jäger Anregungen, die er dann im Atelier künstlerisch umsetzte. Nach eigenem Bekunden hatte Freese vieler seiner dramatisch inszenierten Jagddarstellungen selbst erlebt. Er versah die Darstellungen mit passenden Landschaften und stimmungsvollem Mondschein. Im Jahr 1867 nahm er mit Bildern an der Ausstellung im Paris teil.
Im Jahr 1871 erlitt Freese bei Hasenfelde, nahe Fürstenwalde, einen tödlichen Jagdunfall. Er erlag einen Hirnschlag als er, erhitzt von der Jagt, ein kaltes Gewässer durchqueren wollte.
Die Angaben zu seinem Geburtsdatum sind recht unterschiedlich, sie variieren von 1813, über 1819 und 1830 bis hin zu 1832. Die Angabe er wäre erst im Alter von 34 Jahren zur Malerei übergegangen muss sich also auf ein Geburtsjahr 1813 beziehen, wenn er 1847 Schüler von Wilhelm Brücke wurde. Ein Geburtsjahr 1830 oder 1832 ist unwahrscheinlich, weil er dann (34-jährig) erst 1864 oder 1866, also lange nach Schaffung der ersten Bildern Maler geworden wäre.

## Werke (Auswahl)

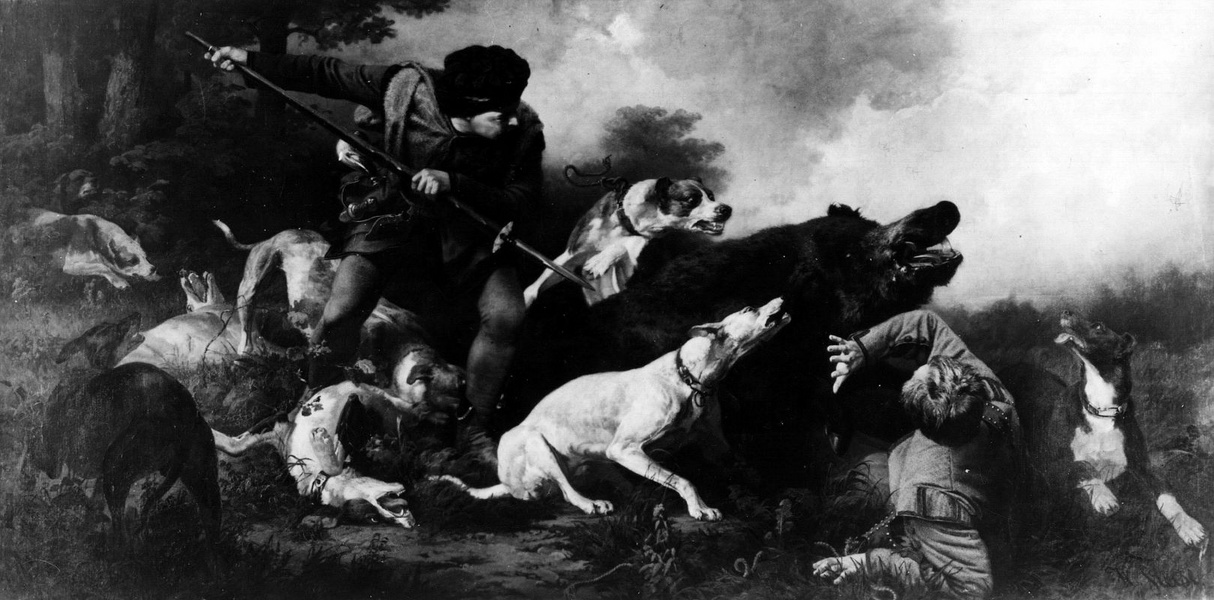
Die Eberjagd

- 1857: Kämpfende Hirsche (Nationalgalerie in Berlin)
- um 1861: Hirsche, von Wölfen angefallen (Nationalgalerie in Berlin)
- um 1866: Die Eberjagd oder Sauhatz (Kam im Jahr 1876 als Geschenk des Kaisers an die Nationalgalerie in Berlin)
- um 1870: Sommernacht
- Flüchtige Hirsche (Nationalgalerie in Berlin, seit 1876)
- Auf der Weide
- Hirsche zur Tränke gehend
- um 1871: Entenjagt